# Віра наших батьків
«Віра наших батьків» (англ. Faith of Our Fathers) —  фантастичне оповідання (коротка повість) американського письменника Філіпа К. Діка, опубліковане в 1967 році в антології Гарлана Еллісона «Небезпечні видіння», і яке було номіноване на літературну премію в галузі наукової фантастики «Г'юго» 1968 року (найкраща коротка повість). За назву письменник узяв перший рядок церковного католицького гімну [Архівовано 1 травня 2018 у Wayback Machine.] (слова: Ф. В. Фейбер, музика: Г. Ф. Гемі, приспів: Дж. Дж. Волтон). Еллісон у передмові до збірки стверджував, що Дік писав твір під впливом наркотику ЛСД, однак сам письменник згодом заперечував це.

## Сюжет
Повість починається як футуристична антиутопія на кшталт орвеллівського «1984». В усьому світі остаточно переміг комунізм, партія та її Лідер («Абсолютний Благодійник Людства») зайняті нескінченним викоріненням «ідеологічної невірності».
Головний герой — Тунґ Чієн, партійний клерк середньої ланки ханойського підрозділу Повоєнного Міністерства Культурних Пам'яток, «Добре знана молода особа повоєнного типу, що самовіддано здіймається щаблями кар'єрного зростання», внаслідок законодавчих дурниць вимушений придбати невідомий порошок (під виглядом лікувального засобу) від вуличного торговця. Наприкінці робочого дня, під час щоденного телевізійного звернення Лідера, у Тунґ Чієна, після вживання порошку, починаються певні розлади у світосприйнятті (на його думку, галюцинації), а саме — Лідер у телевізорі втрачає людську подобу та перетворюється на накопичення різних механічних вузлів та деталей.
Запанікувавши, Чієн звертається до таємної поліції. Після спілкування з представниками цієї служби до нього завітав неочікуваний гість — незнайома йому дівчина на ім'я Таня Лі, яка поставила Чієна перед наступними фактами — по-перше, останнє його завдання на службі є тестовим іспитом, який обіцяє йому кар'єрне зростання та зустріч з Лідером, по-друге, вона є представником групи, яка намагається довідатись, хто чи що є Лідер насправді. Таня допомагає Чієну з тестом та у відповідь очікує qui pro quo — допомогу навзаєм. Головний герой, після певних сумнівів, погоджується на те, що розповість Тані все по факту зустрічі з Абсолютним Благодійником, якщо така, звісно, відбудеться.
Наступного дня, виконавши завдання, Тунґ Чієн отримує запрошення до самого Лідера.
Вечірку у Лідера описано як галюцинацію, у, певною мірою, сюрреалістичному стилі. Побачивши Лідера спочатку як «щось незрозуміле» надалі Чієн відчував вже його як безтілесну сутність, Бога: «Я знаю хто ти є… Ти найвищий голова всесвітньої Партії. Ти той, хто знищує будь-яке життя своїм дотиком; … Ти йдеш поза простором, поза часом, нищачи будь-що; ти створив життя, аби опісля зжерти все, отримуючи від цього насолоду…»
Й Лідер йому (до речі, вельми непереконливо) наслідує: 
| «Я заснував все. Я заснував й антипартію, й партію, що не є партією, й тих, хто „за“, й тих, хто „проти“, й тих, кого ви звете „імперіалісти янкі“, й тих, хто в таборі реакціонерів тощо, й так без кінця та краю. Я все це заснував. Наче траву… Так житимеш ти, не в змозі зупинитися, й я мучитиму тебе, раз за разом я позбавлятиму тебе всього, що ти матимеш чи волітемеш мати… Я знищу живе, я збережу мертве. І я тобі кажу: є щось гірше за мене. Але ти цього не побачиш, бо я знищу тебе… Я робив це задовго до Тунґ Чієна й робитиму ще довго по ньому…»[8] |
Що відбувалося після розмови з Лідером, та як він покинув вечірку, Чієн не пам'ятав. Охорона сказала, що він спричинив скандал та доправила його додому.
Останок ночі Тунґ Чієн провів у ліжку з Танею. Закінчено оповідання їхнім діалогом:
| «- Я хотів би, — сказав він, — аби ми робили це довічно. - Ми й зробили, — відповіла Таня, — це поза часом, це безмежжя, наче океан. Такими ми були в часи Кембрію, до виходу на суходіл; це наче давні первинні води. Й тільки у такій близькості ми повертаймося до того первинного стану. Ось чому це так важливо. Ми були однім цілим у ті часи; наче одне велике желе, схожі на стікаючі краплі на березі океану.»[9] |

## Автор та критики про повість «Віра наших батьків»
Власне автор згодом так висловиться щодо цієї повісті: 
| «У „Вірі наших батьків“ я не захищаю жодних ідей, не стверджую, що країни „залізної завіси“ переможуть у „холодній війні“ чи матимуть моральні переваги. Проте, одна з тем у цьому творі, з огляду на недавні експерименти з галюциногенними препаратами, здається мені переконливою: релігійний досвід, про який багато розповідають ті, хто приймав ЛСД. Мені здається, що це справді нові обрії; певною мірою релігійний досвід можна тепер науково вивчити … Що робити, якщо через психотропні препарати релігійний досвід стане звичайним явищем у житті інтелектуалів? Старий атеїзм, який для багатьох з нас (враховуючи й мене) є істиною з нашого досвіду, чи, швидше, через відсутність досвіду, швидко відійде. Наукова фантастика … має врешті-решт визначати без упереджень майбутнє нове містичне суспільство, в якому теологія матиме таку ж велику вагу, як й за часів Середньовіччя.»[10] |
Стислу, але вичерпну характеристику цьому творові дав Альгіс Будріс:
| «Це оповідання пекельно контроверсійне. Контроверсійне хоча б тому, що автор, що є сили робить все, аби переконати Вас — це написано під дією наркотиків. Ретельне вивчення формулювань вказує на те, що він, ймовірно, і не був під їхнім впливом, що, здається, також відповідає його стилю життя. Але факт є фактом — Дік добре знається на галюциногенах (згадаймо хоча б «Три стигмати Палмера Елдріча»), та, як наслідок, дуже добре описує марення. У випадку зі „Стигматами“ — напрочуд добре, у випадку з цим оповіданням — значно гірше. Він досяг того моменту, коли залишився зрозумілим виключно собі. Це погано, оскільки перші три чверті цієї оповіді виглядають дуже добре. Ба навіть якщо це показове бунтарство (бо я впевнений, що саме так і є), це все одно інволюція.»[11] |
І справді, останній діалог повісті — діалог між Танею та Тієном у ліжку — остаточно підводить цей твір під одне з найвідоміших молодіжних гасел бурхливих 60-70-их років — англ. «Sex, Drugs, Rock-n-Roll» (секс, наркотики, рок-н-рол), й, не зважаючи на ерудованість автора та його сентенції у діапазоні від неоплатонічних ідей до аніме, в принципі, твір є даниною тому часові та типовим інтелектуальним фаст-фудом.

## Видання, до яких включено повість
- антологія «Dangerous Visions», 1967 р.
- антологія «Вовк», 1992 р.
- антологія «Модель для збірки», 1995 р.
- антологія «Foundations of Fear», 1992 р.
- журнал «Молодь і фантастика», № 1, 1991 р.
- збірка «Згадати все», 1987 р.
- антологія «The Fantasy Hall of Fame», 1998 р.